# Беленький, Нео Гдальевич
Нео (Неох) Гдальевич Беленький (1908—1997) — советский физиолог и биохимик в области изучения сельскохозяйственных животных и птиц, доктор биологических наук (1943), профессор (1944), академик ВАСХНИЛ (1948).

## Биография
Родился 28 марта (10 апреля) 1908 года в селе Шумилово Бельского уезда Смоленской губернии. В 1930 закончил Ленинградский сельскохозяйственный институт.
В 1930—1931 — Ленинградский молочно-огородный институт, ассистент.
В 1931—1938 — Московский зоотехнический институт птицеводства (г. Загорск, Московская область): в 1931—1932 — ассистент, в 1932—1934 — доцент, в 1934—1938 — заведующий кафедрой физиологии сельскохозяйственных животных и птиц.
В этот же период — ВНИИ птицеводства (Загорск), заместитель директора по науке, директор.
Член ВКП(б) с 1938.
В 1938—1943 — ВНИИ животноводства ВАСХНИЛ, заместитель директора по научной части и исполняющий обязанности директора, директор.
В 1941—1943 — председатель Московского обкома профсоюзов Высшей школы и научных учреждений.
В 1943—1970 — Московский химико-технологический институт мясной и молочной промышленности (ныне — Московский государственный университет пищевых производств), заведующий кафедрой физиологии, токсикологии и радиологии. ВНИИ мясной промышленности, руководитель отдела органопрепаратов и кровезаменителей.
В 1970—1997 — консультант ВАСХНИЛ и РАСХН.
Умер 23 апреля 1997. Похоронен на Донском кладбище.

## Научная деятельность
Научная специализация — повышение продуктивности животноводства, получение тканевых субстратов животного происхождения (эндокринно-ферментного сырья) в едином технологическом цикле. Разработка метода лечения лошадей от столбняка. Создатель первого кровезаменителя «Лечебная сыворотка Беленького» (ЛСБ).
Автор медицинских препаратов аллохол, гонадостимулин, антисклеротин.
Под руководством Беленького созданы препараты: химопсин, химотрипсин, рибонуклеаза, инсулин, дезоксирибонуклеаза, маммотоцин и гепарин.

## Награды
- Сталинская премия (1949) за исследования в области проблемы кровезаменителей
- Орден Трудового Красного Знамени (1949)
- Орден Отечественной войны II степени (1985)
- 10 медалей СССР и РФ
- 3 медали ВДНХ.

## Публикации
250 научных трудов, включая 12 книг. Около 20 авторских свидетельств на изобретения.
- Столбняк лошадей и других сельскохозяйственных животных. — М, 1943. — 242 с. — (Тр. 484 Гарнизон. вет. лазарета Моск. воен. окр.).
- Столбняк у лошадей и меры борьбы с ним, М., 1944;
- Парентеральное белковое питание человека и животных, М., 1950;
- Видовонеспецифическая сыворотка, М., 1950;
- Нормирование протеина в рационах сельскохозяйственной птицы, М., 1951;
- Переливание сыворотки крови животных. — 2-е изд. — М..: Советская наука, 1953. — 463 с.
- Новое в производстве ферментов и ферментских препаратов из животного сырья / Соавт.: Полонская Л. Б., Чамин Н. Н. — М., 1966. — 104 с.
- Некоторые вопросы производства и качества молока / ВАСХНИЛ. Совет по координации научно-исследовательских работ в области повышения качества продуктов животноводства. — М., 1979. — 122 с.